# Йоганнес Таканен
Йоганнес Таканен (фін. Johannes Takanen; нар. 8 грудня 1849 року, Юля-Урпала, Російська імперія — пом. 30 вересня 1885 року Рим, Італія) — фінський скульптор.

## Життєпис
Народився 8 грудня 1849 рік в селі Юля-Урпала (нині Торфяновка), Російська імперія в сім'ї наймитів.
У 1865—1866 роках навчався скульптурі в Гельсінкі у Валтера Рунеберга.
З 1867 року навчався в Копенгагені в Академії витончених мистецтв в майстерні Германа Вільгельма Бісса, а пізніше стажувався у Бертеля Торвальдсена.
Після 1872 року переїхав до Риму, де прожив до кінця життя.

## Творчість
З найбільш відомих робот Йоганнеса Таканена — статуї «Ревекка біля колодязя», «Андромеда», а також статуї Вейнемейнена в виборзькому парку Монрепо і Олександра II в Гельсінкі.
«Вяйнемёйнен, який грає на кантелі» (Монрепо, 1873)
Скульптура була створена в 1873 році з цинку. Її перевезли в Монрепо і встановили на колишньому місці замість зруйнованої в 1871 році вандалами гіпсової скульптури. У роки Другої Світової війни статуя знову була втрачена. Ідея про необхідність відтворення «першого в Європі пам'ятника літературному герою» була висловлена в 1988 році Дмитром Сергійовичем Лихачовим в документальному фільмі «Монрепо». Відтворена скульптура була урочисто відкрита 2 червня 2007 року.
«Пам'ятник Олександру II» (Гельсінкі, 1894)
Скульптруа була створена спільно з скульптором Вальтером Рунебергом і знаходиться перед Кафедральним собором Гельсінкі. Собор був відкритий в 1894 році, та є головною домінантою Сенатської площі (фін. Senaatintori) в самому центрі фінської столиці. Олександр II зображений у формі фінського гвардійського офіцера на сеймі, скликаному в 1863 році. Під ногами імператора розташувалися алегоричні фігури, що втілюють Закон, Працю, Мир і Просвітництво.